# Elizabeth R. Dillon
Elizabeth R. Dillon est une astronome amateur américaine.

## Biographie
Le Centre des planètes mineures la crédite de la découverte de l'astéroïde (23712) Willpatrick effectuée le 1er janvier 1998 avec la collaboration de son mari William G. Dillon.